# Torsten Nilsson (componist)
Torsten Nilsson (Höör, 21 januari 1920 – ?, 24 september 1999) was een Zweeds componist, muziekpedagoog, dirigent en organist.

## Levensloop
Nilsson werd geboren in een muzikale familie. Zijn vader en grootvader waren organisten. Vanzelfsprekend kreeg hij muziekles van zijn vader, maar in zijnjonge jaren had hij een voorliefde voor geschiedenis, astrofysica, kosmologie en natuurkunde. Verder was hij enthousiast liefhebber van wind en water, dus meer en zee. Op 15-jarige leeftijd maakte hij de ommezwaai naar de muziek, hij vertrok naar Stockholm om van 1938 tot 1943 aan de Kungliga Musikhögskolan aldaar orgel, piano en compositie te studeren. Hij behaalde al vroeg zijn diploma als organist; drie jaren later behaalde hij zijn diploma's als muziekpedagoog en koordirigent.

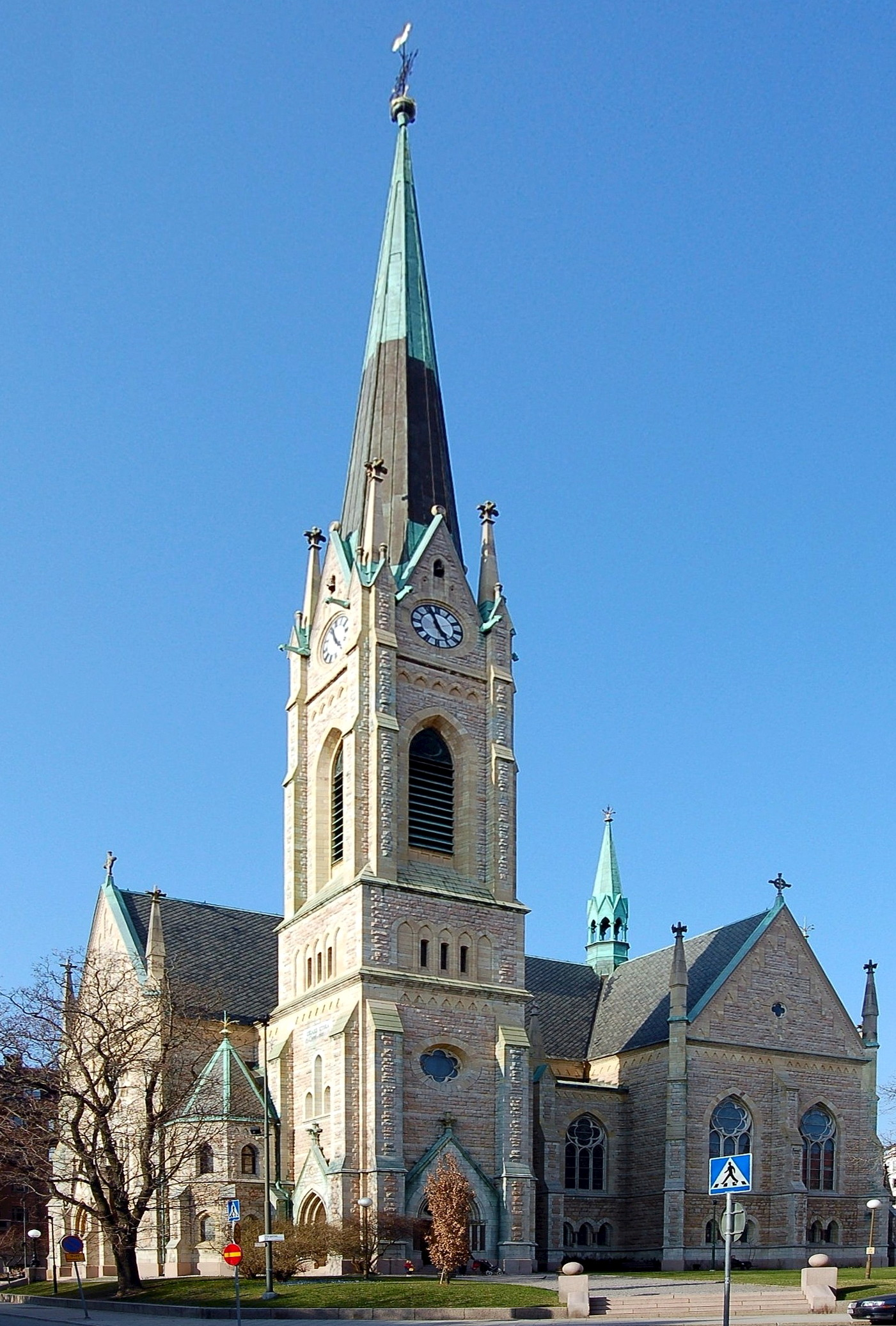
Oscarskyrkan Stockholm
(Oscarskerk te Stockholm)

Hij werd opgeroepen voor de militaire dienst en vertrok in 1943 naar Köping, werd aldaar organist en bleef in deze functie tot 1953. Gedurende deze tijd begon hij ook te componeren. Min of meer bekend uit deze periode zijn een Concert voor orgel en een Concert voor sopraan, harp en orgel. Hij zelf beoordeelde deze werken als eenvoudig en gebaseerd op dat wat hij op het conservatorium geleerd heeft. In 1953 vertrok Nilsson naar Helsingborg en werd organist aan de "Mariakyrkan", waar in het verleden ook Dietrich Buxtehude werkzaam was. Nilsson ontwikkelde zijn speeltechnieken en improvisatie aan het orgel met een privéstudie bij de organist Alf Linder aan de Oscarskyrkan in Stockholm. In Helsingborg concerteerde hij, verrijkte het muziekleven in de stad en was muziekleraar. Hier ontving hij voor zijn verdiensten de stedelijke cultuurprijs. Van 1961 tot 1963 studeerde hij ook bij de organist en componist Anton Heiller in Wenen.
In 1962 verliet hij Helsingborg en ging terug naar Stockholm om daar cantor en koordirigent aan de Oscarskyrkan te worden. Al spoedig organiseerde hij concerten met de "Oscars Motettkör" en deze concerten vonden een goede ontvangst bij de muziekcritici en luisteraars. In dezelfde tijd bewerkte hij de meestal conservatieve kerk- en concertbezoekers met zijn individualistische stijl van orgelspel, heel virtuoos, dramatisch en veelal met fantastische en uitbarstende improvisaties. De muziekcriticus Åke Brandel schreef eens over Nilssons muzikale energie en speelwijze: Het lijkt alsof zijn energie grenzeloos is en het lijkt verder dat hij al het ijzer gelijk in het vuur heeft. Het Oscars Motettkör specialiseerde zich onder leiding van Nilsson zowel op het romantische alsook op de eigentijdse koraalmuziek. Gemeten naar Zweedse standaard was de emotionele en enthousiaste muzikale verbinding tussen het koor en hun dirigent extreem. Het koor verzorgde een aantal concerten in het buitenland en won in 1980 de eerste prijs tijdens de competitie in Arezzo in Italië.
Naast zijn intense werkzaamheden met het koor vond hij tijd te componeren en als docent aan Stockholms borgarskola (burgerschool) te werken. Een bepaald aantal jaren was hij eveneens docent voor liturgische gezangen aan de Universiteit van Uppsala in Uppsala alsook aan het theologische instituut te Stockholm. In de lente 1984 kwam hij plotseling met een hersenbloeding in het ziekenhuis te liggen. Met een grote wilskracht herstelde hij voldoende om zich weer op het componeren te kunnen toeleggen.
Zijn composities worden gekenmerkt door lyrische passages, maar eveneens kracht en dramatische intentie, meestal met een poging de barrières tussen de liturgisch-sacrale en seculaire stijl te doorbreken. Naast een grote hoeveelheid kerkmuziek schreef hij orkestwerken, muziektheaterwerken, oratoria, cantates alsook vocale en kamermuziek.
Sinds 1977 was hij lid van de Zweedse Academie van Muziek.

## Composities

### Werken voor orkest
- 1974-1977 Concert nr. 1, voor piano en strijkorkest, op. 63
  1. Canzona
  2. Lied
  3. Rondo
- 1978 Concert, voor trombone en strijkorkest, op. 80
- 1983-1987 Lyrisk svit for stråkar, voor strijkorkest, op. 103

### Werken voor harmonieorkest
- 1975 Concert nr. 2 "Steget över tröskeln", voor piano en harmonieorkest, op. 67 (naar een portret geschilderd door Gerry Eckhardt)
- 1989 Fanfare, voor twee bronseluren en symfonisch blaasorkest, op. 123 (uitgevoerd in het Wijngrachttheater tijdens de Conference van de W.A.S.B.E. 1989 in Kerkrade door Stockholmsmusikens blåsarsymfoniker o.l.v. Per Lyng)

### Missen, oratoria en andere kerkmuziek
- 1958 Canticula pia - Små kyrkliga sånger för barn- och ungdomskörer I-V
- 1960 Communiomusik, voor vocalsolisten en/of gemengd koor en orgel
- 1960 Välsignad vare han, Evangelimotet voor Biddag en Dankdag voor Gewas en Arbeid voor driestemmig gemengd koor - tekst: Evangelie volgens Lucas, 19:38
- 1960 Varen icke förskräckta, Evangeliemotet voor gemengd koor - tekst: Evangelie volgens Marcus, 16:6-7
- 1961 Blinda får sin syn, voor driestemmig gemengd koor en orgel - tekst: Evangelie volgens Matteüs, 11:5-6
- 1961 Detta släkte skall icke förgås, Evangeliemotet voor driestemmig gemengd koor - tekst: Evangelie volgens Lucas, 21:32-33
- 1961 Glädjens med mig, Evangeliemotet voor driestemmig gemengd koor - tekst: Evangelie volgens Lucas, 15:6-7
- 1962 Den sten som byggningsmännen förkastade, Evangeliemotet voor driestemmig gemengd koor - tekst: Evangelie volgens Matteüs, 21:42-43
- 1962 Då nu människorna hade sett det tecken, Evangeliemotet voor driestemmig gemengd koor - tekst: Evangelie volgens Johannes, 6:14
- 1963 Den som har öron till att höra, Evangeliemotet voor sexagesima voor gemengd koor a capella - tekst: Evangelie volgens Lucas, 8:5-8
- 1963 Fader Abraham, förbarma dig, voor gemengd koor a capella - tekst: Evangelie volgens Lucas, 16:24-25
- 1963 Gån ock I till min vingård, Evangeliemotet voor septuagesima voor driestemmig gemengd koor - tekst: Evangelie volgens Matteüs, 20:4
- 1963 Ordinarium Missae, voor gemengd koor a capella - première: 4 mei 1965 - Berlijn
- 1964 De saliga, sacrale motet voor Allerzielen voor gemengd koor a capella, op. 14 nr. 1 - tekst: Evangelie volgens Matteüs, 5:3-12
- 1964 Consolamini, consolamini, popule meus, geestelijk concert voor sopraan en orgel (of strijkorkest), op. 16
- 1965 (Memento Christi) Psalm i atomåldern - tekst: Bo Setterlind
- 1967 Varen barmhärtiga, Evangeliemotet voor de vierde zondag na Trinitatis voor gemengd koor a capella - tekst: Evangelie volgens Lucas, 6:36-38
- 1968/1978 Nox angustiae, Goede Vrijdagsoratorium voor vocalsolisten, dubbelkoor en orgel, op. 22
  1. Crucifigatur (orgel solo)
    1. Crucifigatur (vocalsolisten, dubbelkoor en orgel)
    2. Lamento (sopraan en orgel)

  2. Dimitte illis
  3. Audite, caeli
- 1968 Epiphania I, voor tenor, twee slagwerkers en orgel, op. 23 - tekst: Evangelie volgens Matteüs, 2
- 1970 Ecce ego mitto angelum meum, geestelijk concert voor sopraan, dwarsfluit (ook: picollo en altfluit) en orgel, op. 32 - tekst: Malachias 3:1-4
- 1970 Ecce venit cum nubibus - Septem cantica brevia, voor sopraan en orgel, op. 35 - tekst: Openbaring
  1. Ecce venit cum nubibus
  2. Noli timere: ego sum primus, et novissimus
  3. Qui vicerit, sic vestietur vestimentis albis
  4. Ecce sto ad ostium, et pulso
  5. Sedenti in throno, et Agno, benedictio
  6. Et vox de throno, exivit
  7. Et vidi caelum novum, et terram novam
- 1970 Signati ex gentibus, voor sopraan en orgel, op. 36 nr. 3
- 1970 Yttersta dagen, Evangeliemotet voor de tweede zondag in het advent voor gemengd koor, twee trompetten en orgel, op. 42
- 1970-1973 Musik till Svenska mässans ordinarium samt förslag till Kollekta
- 1972 Tre koraler, voor sopraan en orgel, op. 44 - tekst: Anders Frostenson
  1. Jag kanner den
  2. Som en solflack
  3. Ej vad jag har
- 1972 Tronus Dei in caelo, geestelijk concert voor alt (of mezzosopraan) en orgel, op. 51
- 1972 Non est deus, kameroratorium voor spreker, sopraan, alt, tenor, bas, gemengd koor, 3 trompetten, 3 trombones, 2 orgels en slagwerk, op. 53
- 1972 Balthasar, voor alt, tenor, bas, gemengd koor en orgel, op. 54 - tekst: Bijbel; Daniël, Hoofdstuk 5: Gods oordeel over Belsazar.
- 1972 Thronus Dei in coelo
- 1972-1973 Ur jordens natt. 2, legenden- en mysteriespel voor sopraan, gemengd koor/spreekkoor en orgel, op. 56 - tekst: Bengt V. Wall
- 1973 Introitus och Laudamus till Svenska mässan
- 1973 Gud vare lovad. Ur Communiomusik, voor gemengd koor - tekst: Maarten Luther vertaald door: Arvid Holm
- 1976 Vocatio Isaiae, voor sopraan en orgel, op. 69
- 1978 Återkomst, oratorium voor spreker, sopraan, bariton, gemengd koor en groot orkest, op. 77 - tekst: Olov Hartman
- 1978 Canticum victoriae iustorum, voor sopraan en kamerensemble (dwarsfluit, klarinet, fagot, viool, altviool en cello), op. 79
- 1980 Det går ett tyst och tåligt lamm, concertino voor sopraan, hobo en orgel, op. 90
- 1981 Salve Regina, Processionshymne voor gemengd koor, op. 95 nr. 1
- 1981 Kleine Messe, voor orgel, op. 96
- 1984 Orgelmis
- 1984-1988 Under vätebombens skugga : Tio bilder om vår fångenskap, voor spreker, sopraan, bas, gemengd koor en harmonieorkest, op. 109 - tekst: Artur Lundkvist
- 1985 Twee madrigalen in de romantische stijl (Två madrigaler i romantisk stil), voor sopraan en mannenkoor (of gemengd koor) - tekst: Walter von der Vogelweide
- 1985 Corde natus ex parentis, vesperhymne voor kerst met antifoon voor sopraan, vrouwenkoor en orgel, op. 108
- 1986 O Gud vi lova Dig (Te Deum), voor mezzosopraan, vrouwen-/kinderkoor en harmonieorkest, op. 113 - tekst: Te Deum
- 1989 Ave Maria, motet voor gemengd koor en orgel, op. 125 a
- 1989-1990 Lovsång till Gud Skaparen, voor sopraan, slagwerk en orgel, op. 127
- 1992 Du omsluter mig: Ett bibelord, voor sopraan, bariton, gemengd koor en orgel, op. 132 - tekst: Bijbel

### Wereldlijke oratoria, cantates en andere werken
- 1968 Dantesvit, stemmen uit een oude tijd - opera-cantate voor spreker, solisten, gemengd koor, kinderkoor, 3 slagwerkers, klavecimbel, orgel en geluidsband - tekst: Bengt V. Wall
- 1970 Skapelse, dramatisch oratorium voor spreker, gemengd koor, dwarsfluit, orgel en slagwerk, op. 34 - tekst: Bengt V. Wall
- 1970 Drama Lekama, voor spreker, spreekkoor, gemengd koor, op. 41 - tekst: Sten Hagliden
- 1973 Den sista natten, dramatisch oratorium voor 2 acteurs, gemengd koor, kinderkoor, dwarsfluit, harp/klavecimbel, orgel en slagwerk, op. 58 - tekst: Bengt V. Wall

### Muziektheater

#### Opera's
| Voltooid in | titel                                    | aktes       | première                                       | libretto         |
| ----------- | ---------------------------------------- | ----------- | ---------------------------------------------- | ---------------- |
| 1987        | Malin eller Historiens portar öppnar sig | 4 bedrijven | 30 augustus 1991, Stockholm, Historiska Museet | Zuzana Polaskova |

#### Toneelmuziek
- 1970 Cedezz: Liten musikalisk teater, voor sopraan, 2 dwarsfluiten, ocarina, harp en 2 piano's, op. 43
- 1971 Stycke, voor solisten, gemengd koor, 4 dwarsfluiten, slagwerk, strijkorkest, gitaar, piano en vibrafoon, op. 50 - tekst: Arne Tyrén
- 1992 Canti di ragazza, melodrama voor spreker, dwarsfluit (ook: altfluit en piccolo) en digitaal klavecimbel - tekst: Anna Nilsson

### Vocale muziek

#### Werken voor koor
- 1969 Caresser, voor bariton, gemengd koor, dwarsfluit, slagwerk, harp, 2 piano's, cello en contrabas - tekst: Pablo Neruda
- 1974 Busy, voor driestemmig kinderkoor of vrouwenkoor, op. 64 nr. 1 - tekst: A. A. Milne
- 1978 Zwei Gedichte, voor gemengd koor, op. 82
  1. Ich hatte den Sonnenbogen - tekst: Wolfgang Bächler
  2. Es kam ein Tag - tekst: Wilhelm von Scholz
- 1979 Caresser II, voor bariton (ook: spreker), gemengd koor en piano, op. 88 - tekst: Pablo Neruda
- 1980 Drei Gedichte, voor gemengd koor, piano, dwarsfluit, viool en slagwerk, op. 92
  1. Mit halber Stimme - tekst: Josef Weinheber
  2. Abgewandt - tekst: Nelly Sachs
  3. Der Einsame - tekst: Rainer Maria Rilke

#### Liederen
- 1958 Gospel Motets, voor meisjes- of knapenstem en orgel (of piano)
- 1973 Gammal-Eros: Fem romanser, voor sopraan en piano, op. 60 - tekst: Sten Hagliden
- 1973 Vidare: Fem sånger, voor mezzosopraan en piano, op. 62 - tekst: Bo Setterlind
  1. Kärleken
  2. Vidare
  3. Höstmorgon
  4. Skogsbild
  5. Kärleksvisa
- 1975 Djuren, människan, naturen: Sex små sånger utan ackomp, voor zangstem en piano, op. 66
  1. Promenad i naturen - tekst: Elmer Diktonius
  2. Lyckokatt - tekst: Edith Södergran
  3. Vem tassade i gräset? - tekst: I. Tell
  4. Allt är så underligt fjärran idag - tekst: Pär Lagerkvist
  5. Människors möte - tekst: Hjalmar Gullberg
  6. Höstens dagar - tekst: Edith Södergran
- 1978 Duolo II: Efter Helvetes-Bruegel, voor 2 sopranen, alt en geluidsband, op. 78 - tekst: Sten Hagliden
- 1982 Om ensamhet: Nio sånger, voor mezzosopraan (of bariton) en piano, op. 100
  1. Ensamhetens himmelshuva - tekst: S. Alfons
  2. Varken mej eller dej - tekst: E. Hagström
  3. Guds moders ros - tekst: Edith Södergran
  4. Själen i Norden - tekst: Aspenström
  5. Flickan i dalen - tekst: Ingemar Leckius
  6. Pojken som sprang genom det strömmande vattnet - tekst: Bo Carpelan
  7. Den döda frågar
- 1983 Om ord: Fyra små sånger, voor mezzosopraan (of bariton) en piano, op. 101
  1. Jag har ett ord - tekst: Gunnar Björling
  2. Bara de riktiga orden - tekst: Hjalmar Gullberg
  3. De onda orden - tekst: Ebba Lindqvist
  4. Ord - tekst: Edith Södergran

### Kamermuziek
- 1950-1963 Kammarkonsert, voor orgel en blazers (2 dwarsfluiten, 3 hobo's en 2 fagotten)
- 1971-1972 Bergerette: Dialogo, voor dwarsfluit, blokfluit, orgel (of klavecimbel), op. 47
- 1978 Concertino, voor trombone en orgel, op. 81
- 1981-1985 Concertino, voor alttrombone en orgel, op. 93
- 1981 Rondo, voor alttrombone, op. 94
- 1983 Fanfara, voor bronselur, op. 104 nr. 1
- 1983 Intrada, voor twee trombones, op. 104 B
- 1983 Concertino I, voor bronselur en koperkwartet (hoorn, 2 trombones en tuba), op. 105a
- 1983 Concertino II, voor bronselur en orgel, op. 105b
- 1986 Sommarlek: Lyriska vinjetter, voor twee dwarsfluiten (ook: altfluit en piccolo), op.112
- 1987 Rondo Sueziae, voor alttrombone en piano, op. 116
- 1987 Fornklang: Rondo, voor twee bronseluren en twee trombones, op. 117a
- 1988 The New Sweden fanfare II, voor twee bronseluren, op. 117 nr. 2
- 1988 The blessed, voor tien hoorns, op. 119
- 1988 Revelations, voor groot piano en orgel
  1. Molto sensibile
  2. Dreams: Dolce cantando
  3. Molto liberamente
- 1989 [SOS ... --- ... :] Happening, voor twee bronseluren en twee trombones, op.117
- 1989 Concertino III, voor twee bronseluren en koperkwartet, op. 105c
- 1990 Barrering: Dressyrmarsch (surrealistisk marsch), voor vier trombones, op. 128
- 1992 Musica per corni di bronzo in re ed mi, voor twee bronseluren, op. 133
- 1992-1994 Canti di ragazza, voor dwarsfluit (ook: altfluit en piccolo) en digitaal klavecimbel, op. 134 - première: 8 april 1994, Amsterdam, concertzaal De IJsbreker

### Werken voor orgel
- 1950 Av djupets nöd. Partita
- 1963 Introduktion och Passacaglia
- 1964 Kyrie: Variationen und Fuge über zwei Zwölftonmelodien
- 1964-1968 Septem Improvisationes, voor orgel
  1. Magnificat
  2. Nativitas domini
  3. Epiphania III
  4. Crucifigatur
  5. Resurrexit
  6. Ascensio
  7. Linguæ Tamquam Ignis (Pentecoste)
- 1969 Salve regina, op. 28 nr. 1
- 1969 Ski'zein II, op. 29
- 1969 Ski'zein IV, voor orgel en geluidsband
- 1970 Verwerfungen, voor orgel en slagwerker, op. 40
- 1971 Deuteroskopi, voor orgel, op. 46
- 1975 Orgel-Symphonie: Monumentum per Otto Olsson, op. 65
- 1976 Präludium zu einem Mysterienspiel, op. 70
- 1979 Asteroiden, op. 84
- 1979 Variationen über "Veni creator spiritus", op. 87
- 1980 Satire: Petite symphonie, op. 89
- 1982 Miniatyrer f barockorgel, op. 97
- 1985 Signals with seven structures, voor orgel (een hand en pedal) en vijf slagwerkers, op. 110
- 1986 Introduction, chorale and fugue, op. 111
- 1986 Epiphania IV, voor orgel en luidsprekers, op. 114
- 1988 Tempus destruendi et tempus aedificandi, op. 120
- 1991 Three D, op. 122
- Partita in 6 movements

### Werken voor piano
- 1968 5 Meditations, op. 26
  1. Till Beatrice
  2. Andra Kretsen
  3. Lucifer
  4. Skarseldsberget
  5. Paradis
- 1975 Monika: Liten svit, op. 68
- 1975 Ne'nia
- 1977 Sonata à Songes, op. 73
- 1983 Om en resa: Aforismer, op. 102
- 1988 Suite, op. 121

### Werken voor klavecimbel
- 1983 (Svit) Suite, voor klavecimbel, op. 106
- 1992 Tre fantasier f cembalo - Tre kadenser till Concerto in Fa minore av J. A. Benda, op. 131

### Werken voor slagwerk/percussie
- 1977 Come da lontano, voor slagwerkensemble (2 pauken, xylofoon, vibrafoon, gong, bekkens, buisklokken), op. 75